# Balakîrivka, Starobilsk
Balakîrivka (în ucraineană Балакирівка) este un sat în comuna Lîman din raionul Starobilsk, regiunea Luhansk, Ucraina.

## Demografie
Componența lingvistică a localității Balakîrivka
     Ucraineană (93,18%)
     Rusă (6,82%)
Conform recensământului din 2001, majoritatea populației localității Balakîrivka era vorbitoare de ucraineană (93,18%), existând în minoritate și vorbitori de rusă (6,82%).